# 長胸鰭蛇鰻
長胸鰭蛇鰻，為輻鰭魚綱鰻鱺目糯鰻亞目蛇鰻科的其中一種，分布於中東太平洋區，從墨西哥至哥斯大黎加海域，棲息深度24-79公尺，體長可達24.7公分，棲息在底層水域，屬肉食性，生活習性不明。

## 擴展閱讀
維基物種上的相關：長胸鰭蛇鰻